# Fenyegetett barnamoszatfajok listája
Az alábbi lista azokat a barnamoszatfajokat tartalmazza,  amelyek a Természetvédelmi Világszövetség Vörös listáján fenyegetett fajként szerepelnek, azaz Súlyosan veszélyeztetett (Critically Endangered), Veszélyeztetett (Endangered) vagy Sebezhető (Vulnerable) besorolást kaptak.
A lista a Vörös Lista 2011-es változata alapján készült.

## Súlyosan veszélyeztetett fajok
- Bifurcaria galapagensis
- Desmarestia tropica
- Dictyota galapagensis
- Spatoglossum schmittii

## Veszélyeztetett fajok
- Sargassum setifolium

## Sebezhető fajok
- Eisenia galapagensis